# بورت إليزابيث
بورت إليزابيث هي مدينة تقع في جنوب إفريقيا وهي خامس أكبر مدنها من حيث عدد السكان ويصل عدد سكانها 737600 نسمة. كما تقع بالقرب منها تجمعات سكانية تشمل مع بورت إليزابيث 1244900 من السكان. تكون مجموعة مدن بورت إليزابيث وأويتنهاغ و ديسباتش محافظة خليج نلسون منديلا (بالأفريقانية :Nelson Mandela Baai) منذ عام 2001.

## توأمة
لبورت إليزابيث اتفاقيات توأمة مع كل من:
- بالم ديسيرت
- كوريتيبا
- جاكسونفيل

## صور

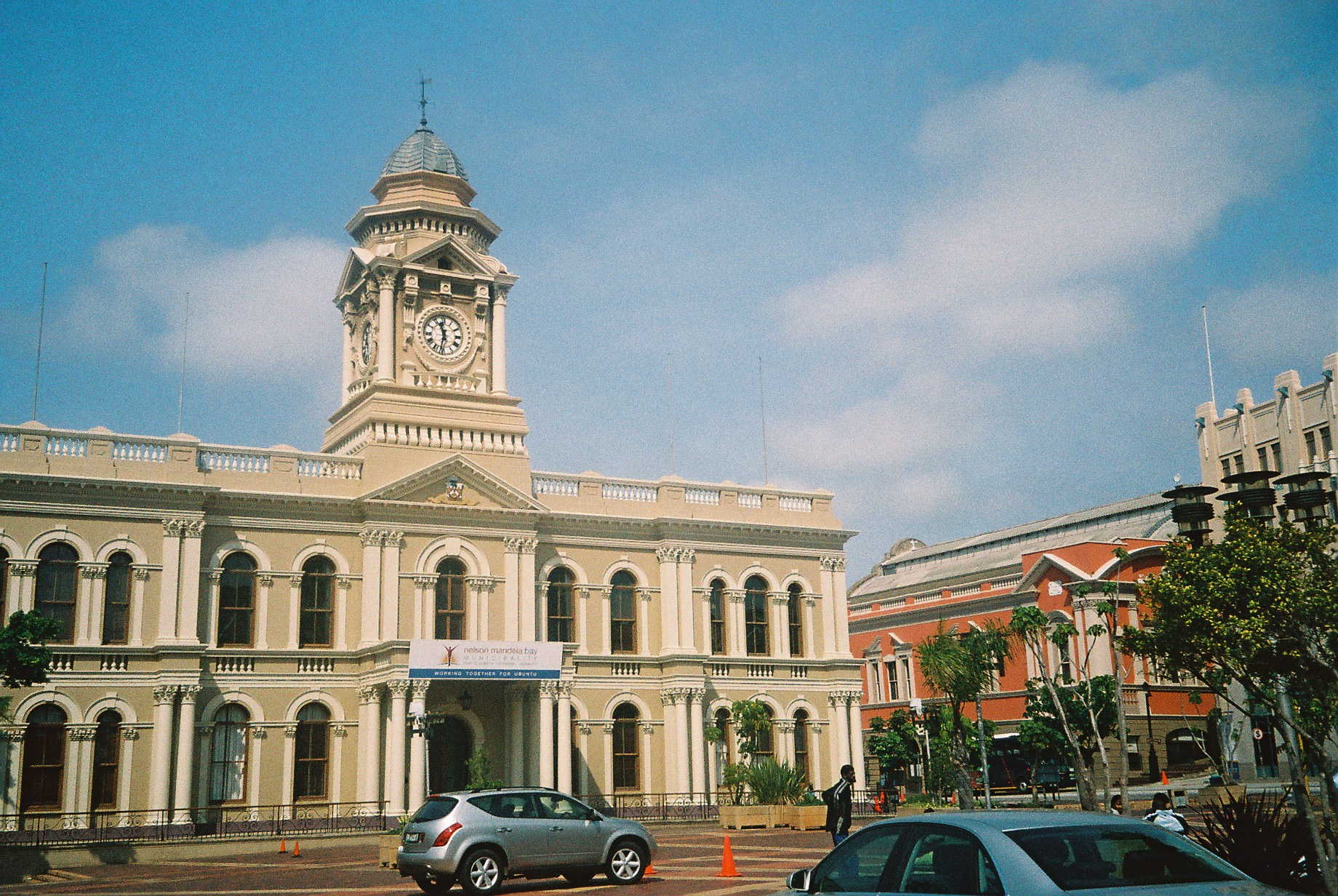
بيت العمدة
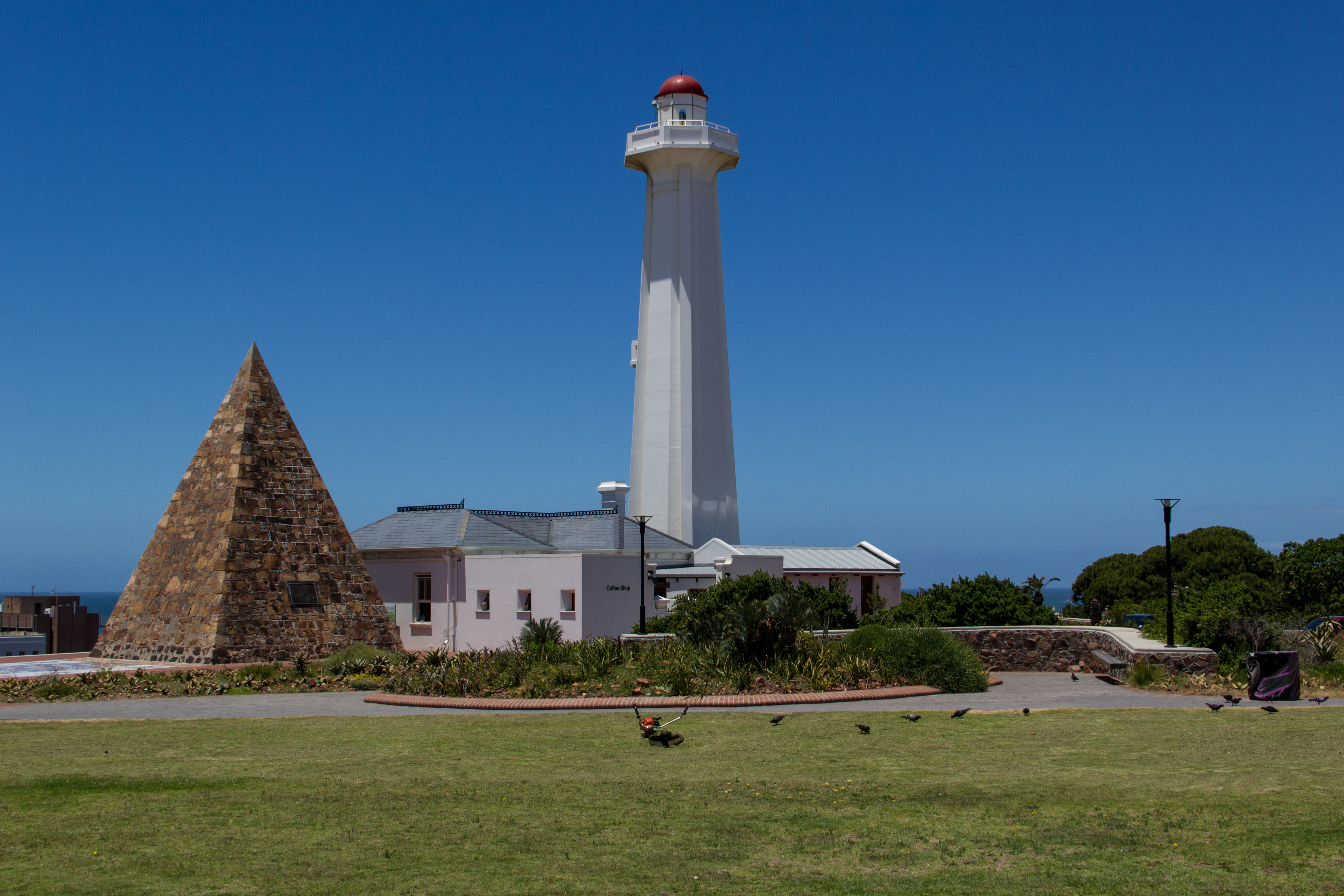
هرم دونكين
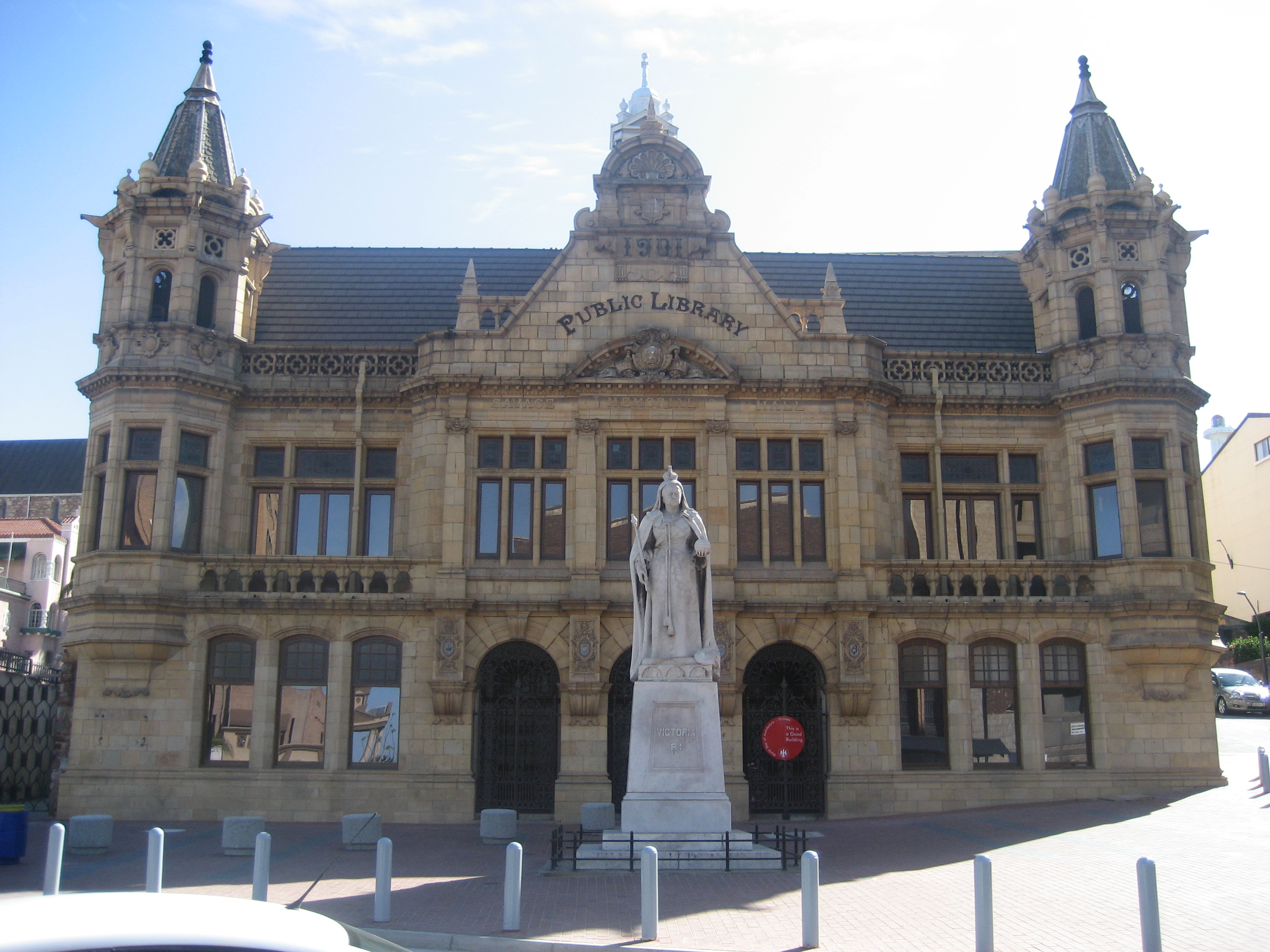
المكتبة العامة وأمامها تمثال الملكة إليزابيث
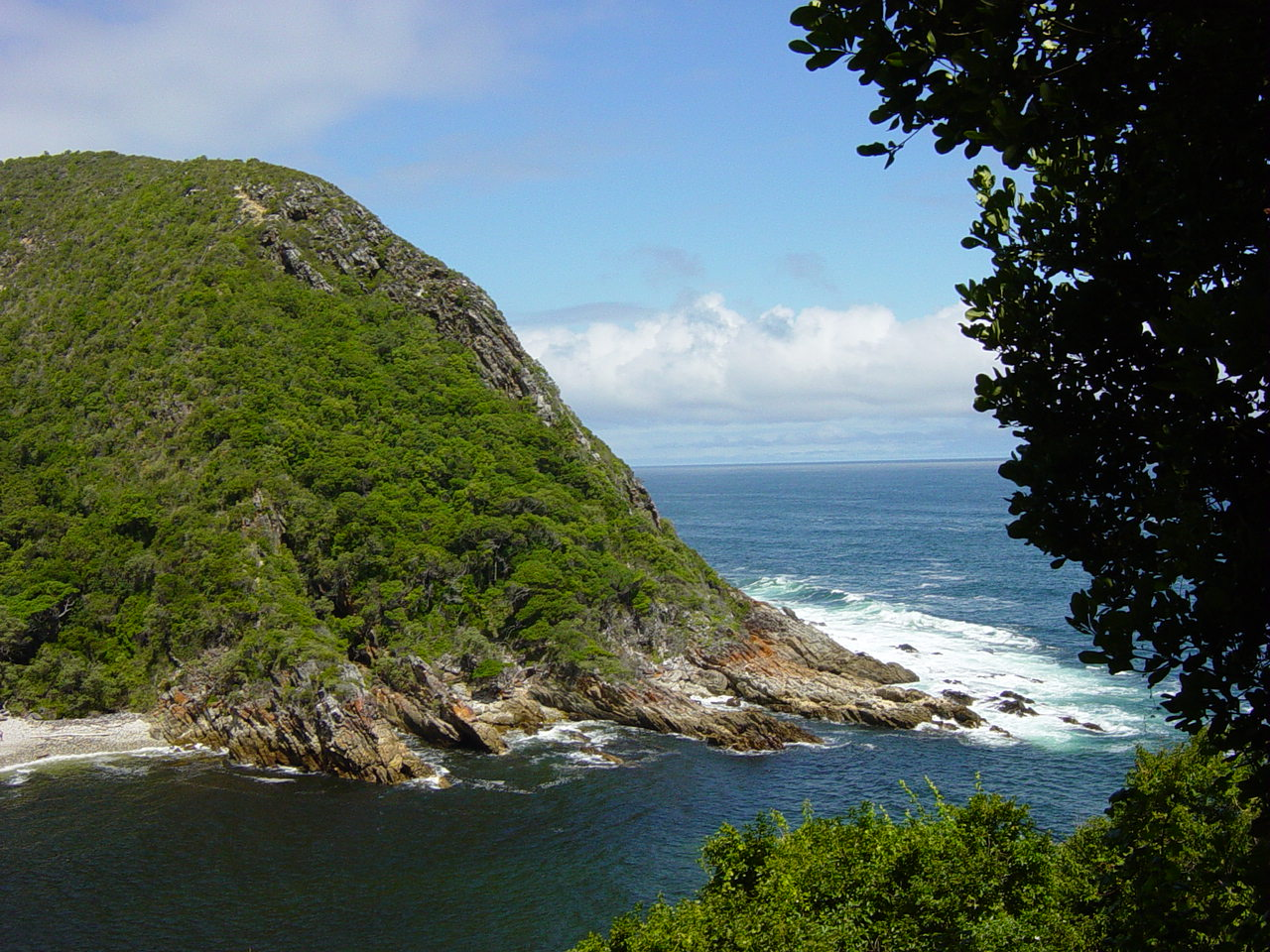
مصب نهر عند منتزه تسيتسيكاما الوطني على طريق غاردن رووت
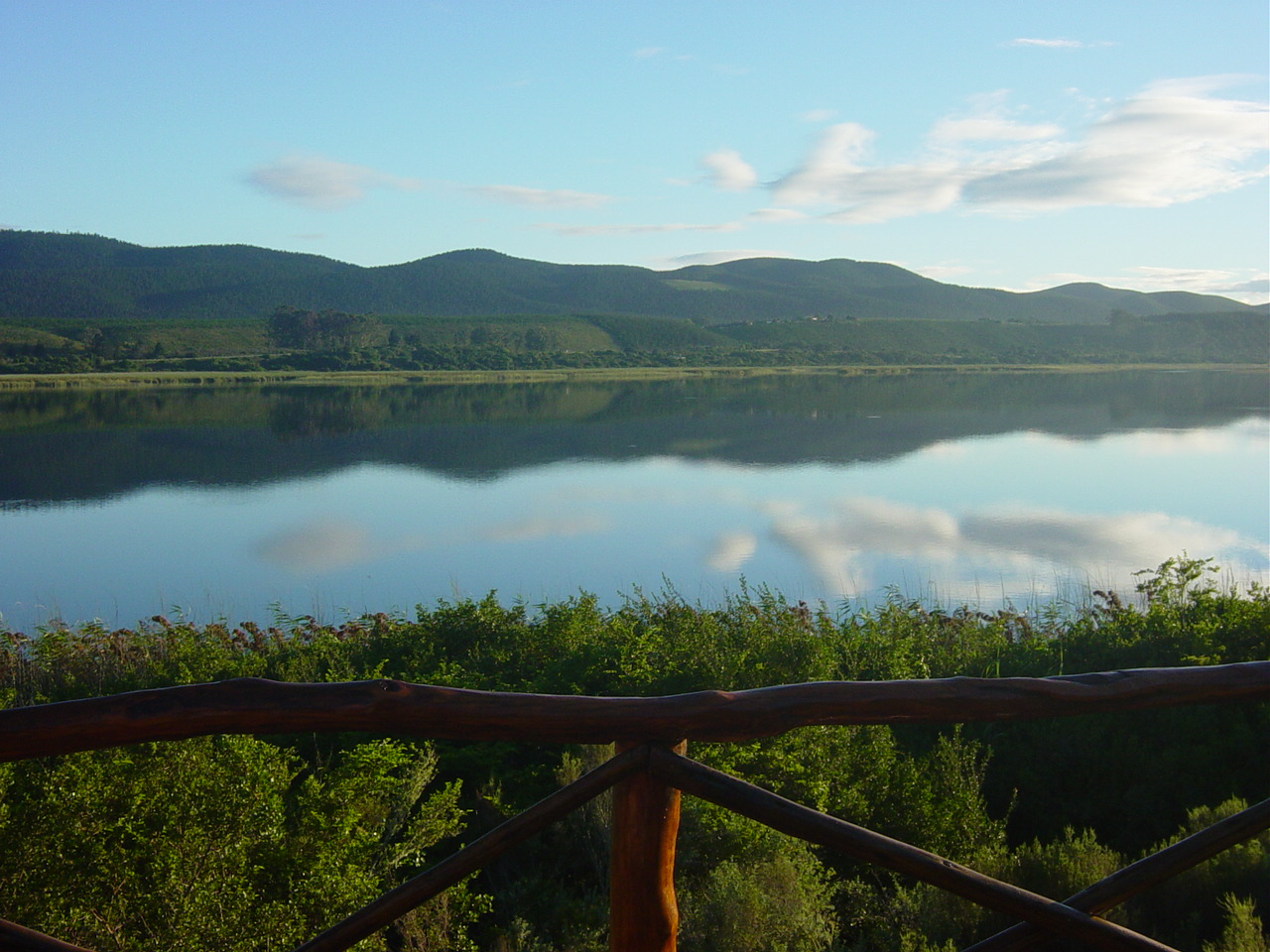
منظر لبحيرة على طريق غاردن رووت
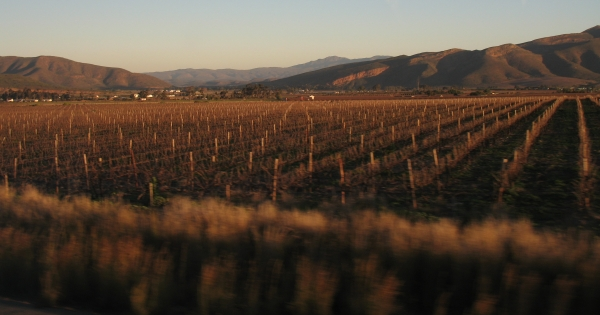
زراعة العنب لصناعة النبيذ بالقرب من بورت إليزابيث
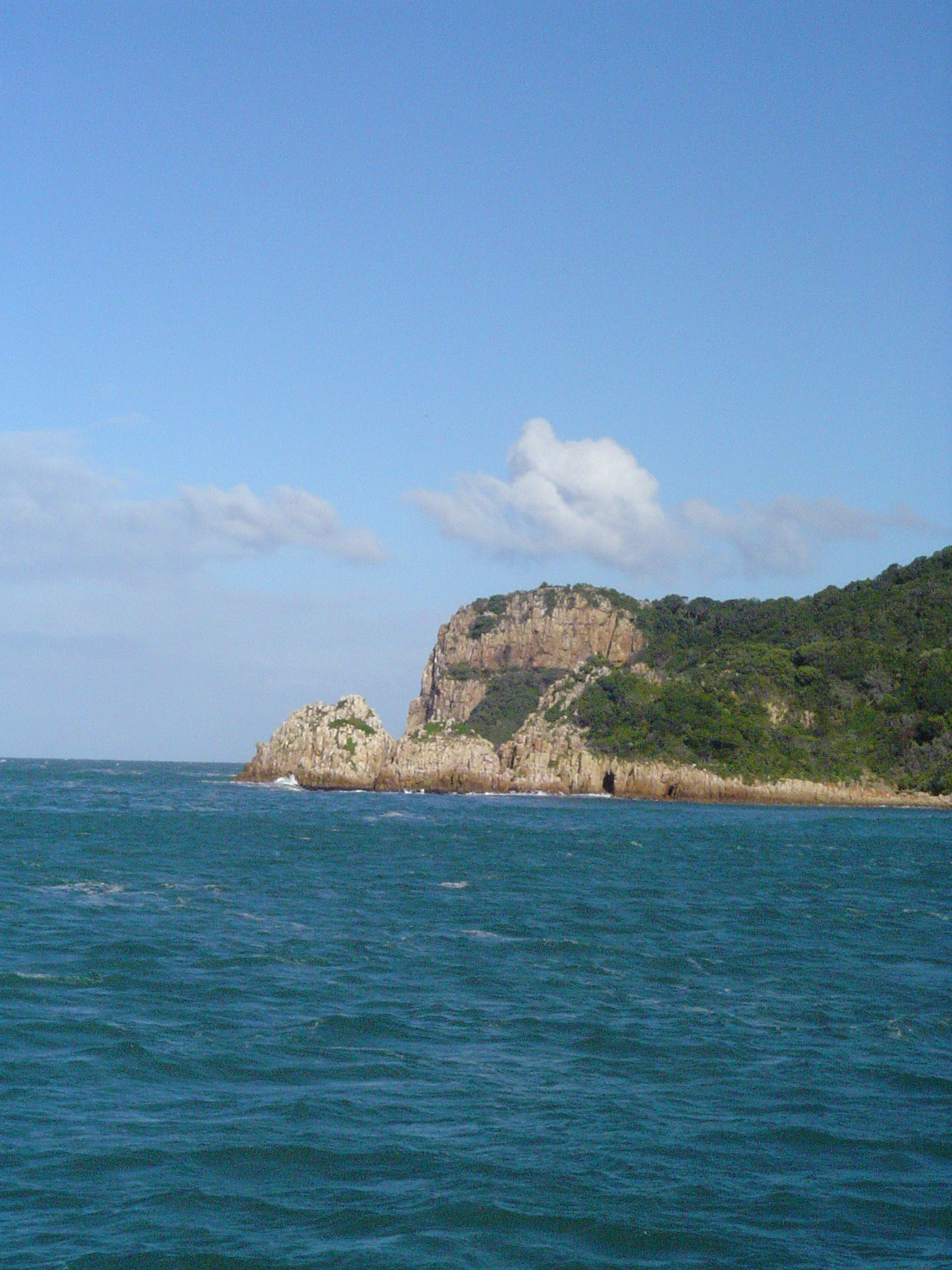
رؤوس كنيسنا في منتزه غاردن رووت الوطني
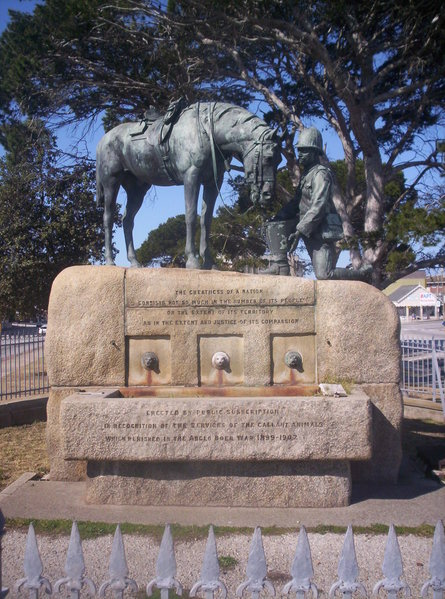
نصب تذكاري لحصانHorse Memorial

### السياحة

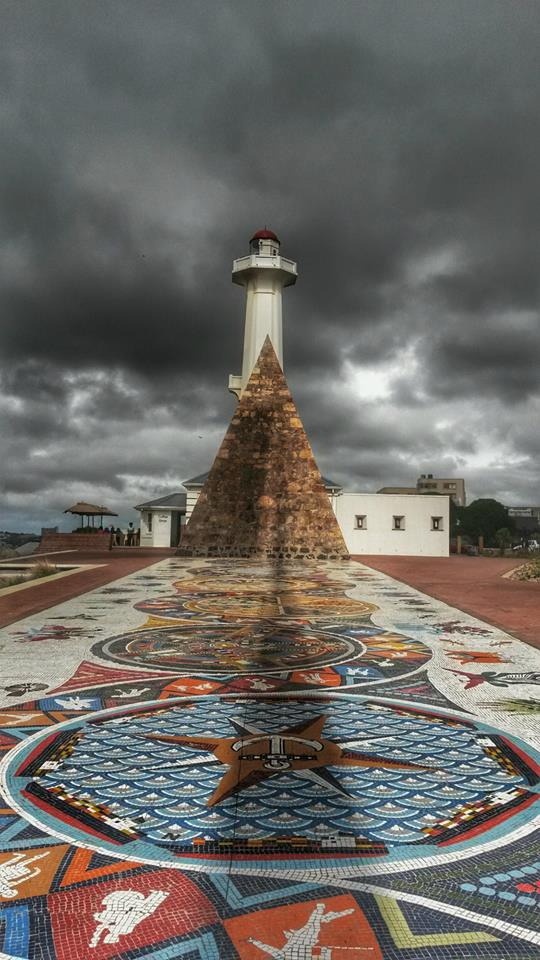
The Donkin Reserve in Port Elizabeth

تقع مدينة بور إليزابيث في نهاية الطريق الجنوبي الخلاب غاردن رووت على ساجل جنوب أفريقيا الجنوبي المطل على المحيط الهندي . وتعد بورت إليزابيث من أهم مدن جنوب أفريقيا التي يزورها السياح . يأتي الكثيرون إليها للاستمتاع بالشواطىء الجميلة واعتدال الطقس طول العام، وكذلك لزيارة منتزهات عديدة توجد في تلك المنطقة غرب بورت إليزابيث، من ضمنها متنزه غاردن رووت الوطني.

## أعلام
- مات كرو
- كلارنس ووكر
- سيبونيسو غاكسا
- بيتر هوزر
- لين كيلين
- إليزابيث كونيل
- كالفن مارلين
- إلريو فان هيردن
- فرانك نيكلسون
- روبرت هال

## اقرأ أيضا
- كنيسنا
- منتزه غاردن رووت الوطني
- غاردن رووت